# Магеррамов, Бахруз Абдуррахман оглы
Бахруз Абдуррахман оглы Магеррамов (азерб. Bəhruz Abdurrəhman oğlu Məhərrəmov; род. 22 августа 1983 года, село Агабагы, Зердабский район, Азербайджанская ССР) — государственный и политический деятель. Депутат Милли Меджлиса Азербайджанской Республики VI и VII созывов, член комитета по правовой политике и государственному строительству, член комитета по правам человека Милли Меджлиса. Доктор юридических наук.

## Биография
Родился Бахруз Магеррамов 22 августа 1983 году в селе Агабагы, ныне Зердабского района, республики Азербайджан. С 1996 года проходил обучение в школах села Агабагы и села Гендебиль, а с 1997 года учился в школе № 194 города Баку и № 24 Зангиланского района.
С 2000 по 2004 годах учился на факультете журналистики Бакинского государственного университета. С 2007 по 2011 годы окончил полный курс высшего образования юридического факультета Бакинского государственного университета. С 2012 по 2015 годы проходил обучение в докторантуре по программе доктора наук по праву Юридического факультета БГУ. Успешно защитил диссертацию на тему «Применение решений Европейского суда по правам человека национальными судами», получил учёную степень доктора наук по праву. В 2018 году решением Высшей аттестационной комиссии при Президенте присвоено учёное звание — доцент.
С 2004 по 2005 годы проходил военную службу в Корпусе морской пехоты США в Ираке в составе миротворческого подразделения Вооруженных сил Азербайджанской Республики.
С 2012 года занимается научно-педагогической деятельностью на юридическом факультете БГУ. Автор 3 книг, 7 учебных программ, более 30 научных статей.
С 2003 года работал на ответственных должностях в телерадиовещательной компании «Азад Азербайджан», ООО «Avromed company», Конституционном суде Азербайджанской Республики, компании «PASHA Sigorta».
На выборах в Национальное собрание Азербайджана VI созыва, которые прошли в 9 февраля 2020 года, баллотировался по Билясуварскому избирательному округу № 66. По итогам выборов одержал победу и получил мандат депутата Милли Меджлиса Азербайджанской Республики. С 10 марта 2020 года приступил к депутатским обязанностям. Является членом комитета по правовой политике и государственному строительству, членом комитета по правам человека.
В 2024 году на парламентских выборах в Азербайджане, которые состоялись 1 сентября, одержал победу в Билесуварском избирательном округе №69. Официально избран депутатом Милли Меджлиса Азербайджана седьмого созыва, первое заседание которого состоялось 23 сентября 2024 года.